# Condado de Sacramento
O condado de Sacramento (em inglês:  Sacramento County) é um dos 58 condados do estado americano da Califórnia. Foi incorporado em 1850. A sede e cidade mais populosa do condado é Sacramento.
Com quase 1,6 milhão de habitantes, de acordo com o censo nacional de 2020, é o oitavo condado mais populoso do estado e o 24º mais populoso do país. É o sexto condado mais densamente povoado do estado.

## Geografia
De acordo com o Departamento do Censo dos Estados Unidos, o condado possui uma área de 2 575,4 km², dos quais 2 500 km² estão cobertos por terra e 75,4 km² (2,9%) por água.

## Demografia
Desde 1900, o crescimento populacional médio do condado, a cada dez anos, é de 35,8%.

### Censo 2020
Segundo o censo nacional de 2020, o condado possui uma população de 1 585 055 habitantes e uma densidade populacional de 634,0 hab/km². Seu crescimento populacional na última década foi de 11,7%, bem acima da média estadual de 6,1%. É o oitavo condado mais populoso da Califórnia e o 24º mais populoso dos Estados Unidos. É o sexto condado mais densamente povoado do estado.
Possui 587 551 residências que resulta em uma densidade de 235,0 residências/km² e um aumento de 5,7% em relação ao censo anterior. Deste total, 3,9% das unidades habitacionais estão desocupadas. A média de ocupação é de 2,7 pessoas por residência.

### Censo 2010
Segundo o censo nacional de 2010, o condado possui uma população de 1 418 788 habitantes e uma densidade populacional de 567,9 hab/km². Possui 555 932 residências que resulta em uma densidade de 222 residências/km².
Das 7 localidades incorporadas no condado, Sacramento é a mais populosa, com 466 488 habitantes, o que representa 33% da população total, enquanto que Citrus Heights é a mais densamente povoada, com 2 260 hab/km². Isleton é a menos populosa, com 804 habitantes. De 2000 para 2010, a população de Elk Grove cresceu 155% e a de Isleton reduziu em 3%. Apenas duas cidades possuem população superior a 100 mil habitantes.